# Plom del Pujol de Gasset

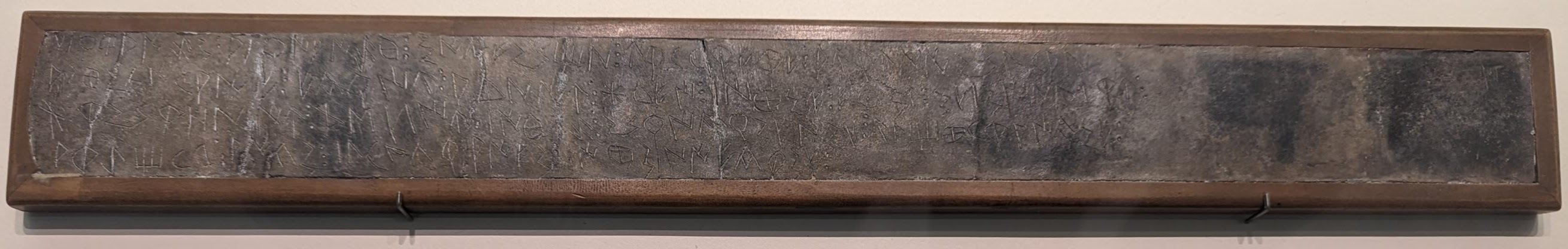
El plom del Pujol de Gasset

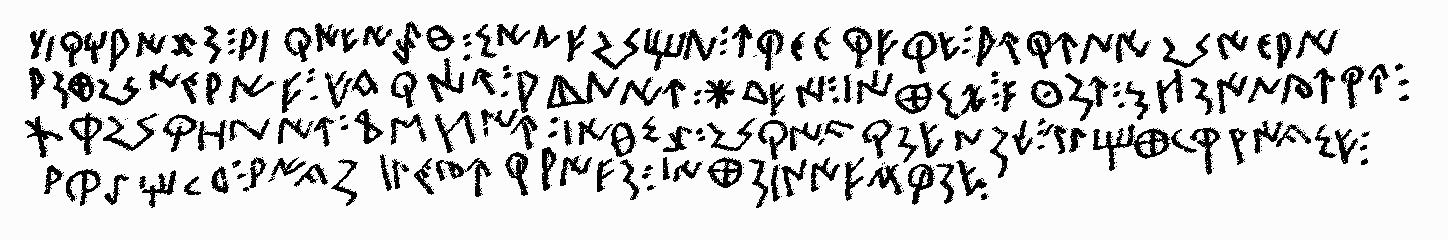
Text inscrit.

El Plom del Pujol de Gasset, o simplement el Plom del Pujol, és un làmina de plom del segle III abans de la nostra era que conté una inscripció en escriptura ibera nord-oriental, trobat en el s. XIX a Castelló de la Plana, País Valencià, Països Catalans. A causa del context funerari en què es va trobar, es pensa que podria ser una execratio o maledicció contra els enemics del difunt.

## Història
El plom fou trobat al 1851 al terme de Castelló de la Plana (País Valencià), i el governador civil de Castelló l'envià al director de l'Acadèmia d'Arqueologia Príncep Alfons. Després d'una llarga polèmica entre l'Acadèmia d'Arqueologia i la Reial Acadèmia de la Història, el plom va anar a parar al Museu Arqueològic Nacional madrileny al 1888.

## Característiques

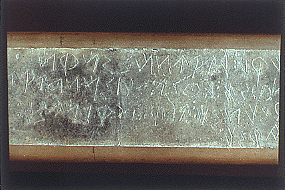
Ampliació d'una secció parcial del plom inscrit

La làmina de plom té una longitud de 45,50 cm, amb una amplària de 5,80 cm i una grossor de 1,50 cm. El text consta de 153 signes ibers distribuïts al llarg de quatre línies, amb agrupacions de símbols separades per línies verticals formades per tres o quatre punts. El plom s'ha datat del segle III abans de la nostra era, i per la ubicació geogràfica (terme de Castelló) hauria estat produït pels edetans o els ilercavons.

## Transcripció
La transcripció del text és:
1. ybartiaikis: abarieikite: sinebetin: urkekerere: aurunibeikeai
2. astebeikeaie: ekariu: atuniu: botuei: baiteski: ekusu: sosinbiuru
3. borberoniu: kosoiu: baiteski: berikarsense: ultitekeraikase
4. arkitiker: aikas: balkebiuraies: baitesbaniekarse
Una altra transcripció proposada n'és:
1. mbartiaik'is: abarieik"ite: sinebet'in: urk'erere: aurunibeik'eai
2. ast'ebeik'eaie: ek'ariu: at'uniu: botuei: bait'esk'i: ekusu: sosinbiuru
3. borberoniu: kosoiu: baitesk'i: berikarsense: ult'it' ekeraikase
4. arkit'iker: aikas: balk"ebiuraies: bait'esbanieik'arse